# Chalaronema sibogae
Chalaronema sibogae är en svampdjursart som beskrevs av Isao Ijima 1927. Chalaronema sibogae ingår i släktet Chalaronema och familjen Hyalonematidae.
Artens utbredningsområde är havet kring Indonesien. Inga underarter finns listade i Catalogue of Life.